# FKミナイ
FKミナイ（ウクライナ語: ФК Минай, 英語: FC Minaj）は、ウクライナのザカルパッチャ州ウージュホロド地区ミナイをホームタウンとするサッカークラブである。

## 歴史
2015年に創設された。
アマチュアリーグを経て、2018-19シーズンにプロリーグのセカンドリーグに参戦すると、グループAで1位になり、ファーストリーグに昇格した。セカンドリーグの優勝決定戦でグループBで1位のクレミニ・クレメンチュークと対戦したが、0-1で敗れて準優勝に終わった。同シーズンにウクライナ・カップでファーストリーグ所属のプリカルパッチャ・イヴァーノ＝フランキーウシク、ムィコラーイウなどに勝利してベスト16に進出したが、ディナモ・キーウ相手に1-3で敗退した。
2019-20シーズンにファーストリーグで優勝してプレミアリーグ昇格を果たした。同じくプレミアリーグ昇格を決めた2位のルフ・リヴィウとは勝ち点差1、3位のインフレツィ・ペトロヴェとは勝ち点差2であった。同シーズンにウクライナ・カップで準決勝に進出したが、ディナモ・キエフに0-2で敗れて決勝進出を逃した。

## 獲得タイトル

### 国内タイトル
- ウクライナ・ファーストリーグ：1回
  - 2019-20
- ウクライナ・セカンドリーグ：1回
  - 2018-19

### 国際タイトル
- なし

## 過去の成績
| シーズン | ディビジョン     | ディビジョン | ディビジョン | ディビジョン | ディビジョン | ディビジョン | ディビジョン | ディビジョン | ディビジョン | ウクライナ・カップ |
| シーズン | リーグ           | 順位         | 試           | 勝           | 分           | 敗           | 得           | 失           | 点           | ウクライナ・カップ |
| -------- | ---------------- | ------------ | ------------ | ------------ | ------------ | ------------ | ------------ | ------------ | ------------ | ------------------ |
| 2018-19  | セカンドリーグ   | 1位          | 27           | 15           | 4            | 8            | 41           | 26           | 49           | ベスト16           |
| 2019-20  | ファーストリーグ | 1位          | 30           | 19           | 5            | 6            | 51           | 27           | 62           | 準決勝敗退         |
| 2020-21  | プレミアリーグ   | 14位         | 26           | 4            | 6            | 16           | 16           | 47           | 18           | ベスト16           |
| 2021-22  | プレミアリーグ   | 15位         | 18           | 1            | 7            | 10           | 12           | 30           | 10           | ベスト32           |
| 2022-23  | プレミアリーグ   | 8位          | 30           | 8            | 9            | 13           | 22           | 33           | 33           | 中止               |
| 2023-24  | プレミアリーグ   |              |              |              |              |              |              |              |              | ベスト16           |

## 歴代監督
- ヴァシル・コビン 2019-2021, 2021
- ヴォロディームィル・シャラン 2022-

## 歴代所属選手
- アルテム・ミレフスキー 2021
- イェウヘン・セレズニョウ 2021-